# Lasianthus crinitus
Lasianthus crinitus är en måreväxtart som beskrevs av Joseph Dalton Hooker. Lasianthus crinitus ingår i släktet Lasianthus och familjen måreväxter. Inga underarter finns listade i Catalogue of Life.